# Hoàng Tân (phường)
Hoàng Tân là một phường thuộc thành phố Chí Linh, tỉnh Hải Dương, Việt Nam.

## Địa lý
Phường Hoàng Tân nằm ở phía đông thành phố Chí Linh, có Quốc lộ 18 chạy qua và có vị trí địa lý:
- Phía đông giáp phường Hoàng Tiến
- Phía tây giáp phường Cộng Hòa
- Phía nam giáp tỉnh Quảng Ninh và phường Văn Đức
- Phía bắc giáp phường Bến Tắm và xã Bắc An.

Phường Hoàng Tân có diện tích 10,55 km², dân số năm 2010 là 6.884 người, mật độ dân số đạt 653 người/km².

## Lịch sử
Sau năm 1975, Hoàng Tân là một xã thuộc huyện Chí Linh.
Ngày 12 tháng 2 năm 2010, Chính phủ ban hành Nghị quyết số 09/NQ-CP thành lập phường Hoàng Tân thuộc thị xã Chí Linh trên cơ sở toàn bộ diện tích và dân số của xã Hoàng Tân.
Ngày 10 tháng 1 năm 2019, Ủy ban Thường vụ Quốc hội ban hành Nghị quyết số 623/NQ-UBTVQH14 thành lập thành phố Chí Linh trên cơ sở toàn bộ diện tích và dân số của thị xã Chí Linh. Phường Hoàng Tân thuộc thành phố Chí Linh như hiện nay.